# Calcinaia
Calcinaia is een gemeente in de Italiaanse provincie Pisa (regio Toscane) en telt 9366 inwoners (31-12-2004). De oppervlakte bedraagt 15,0 km², de bevolkingsdichtheid is 624 inwoners per km².
De volgende frazioni maken deel uit van de gemeente: Fornacette, Oltrarno, Sardina, Montecchio.

## Demografie
Calcinaia telt ongeveer 3527 huishoudens. Het aantal inwoners steeg in de periode 1991-2001 met 6,2% volgens cijfers uit de tienjaarlijkse volkstellingen van ISTAT.
| Jaar | Inwoneraantal |
| ---- | ------------- |
| 1991 | 8103          |
| 2001 | 8608          |

## Geografie
De gemeente ligt op ongeveer 16 m boven zeeniveau.
Calcinaia grenst aan de volgende gemeenten: Bientina, Cascina, Pontedera, Santa Maria a Monte, Vicopisano.

## Externe link

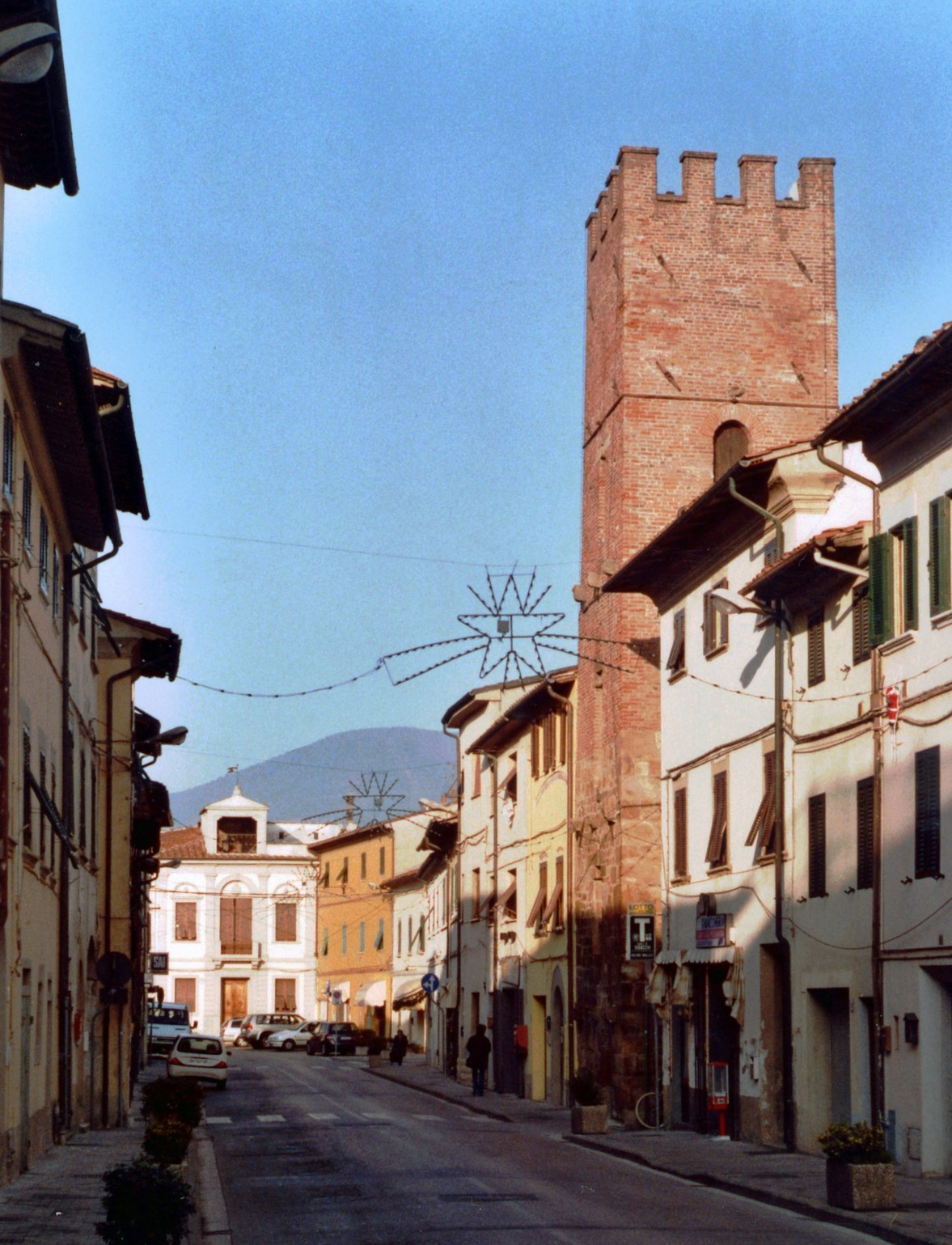
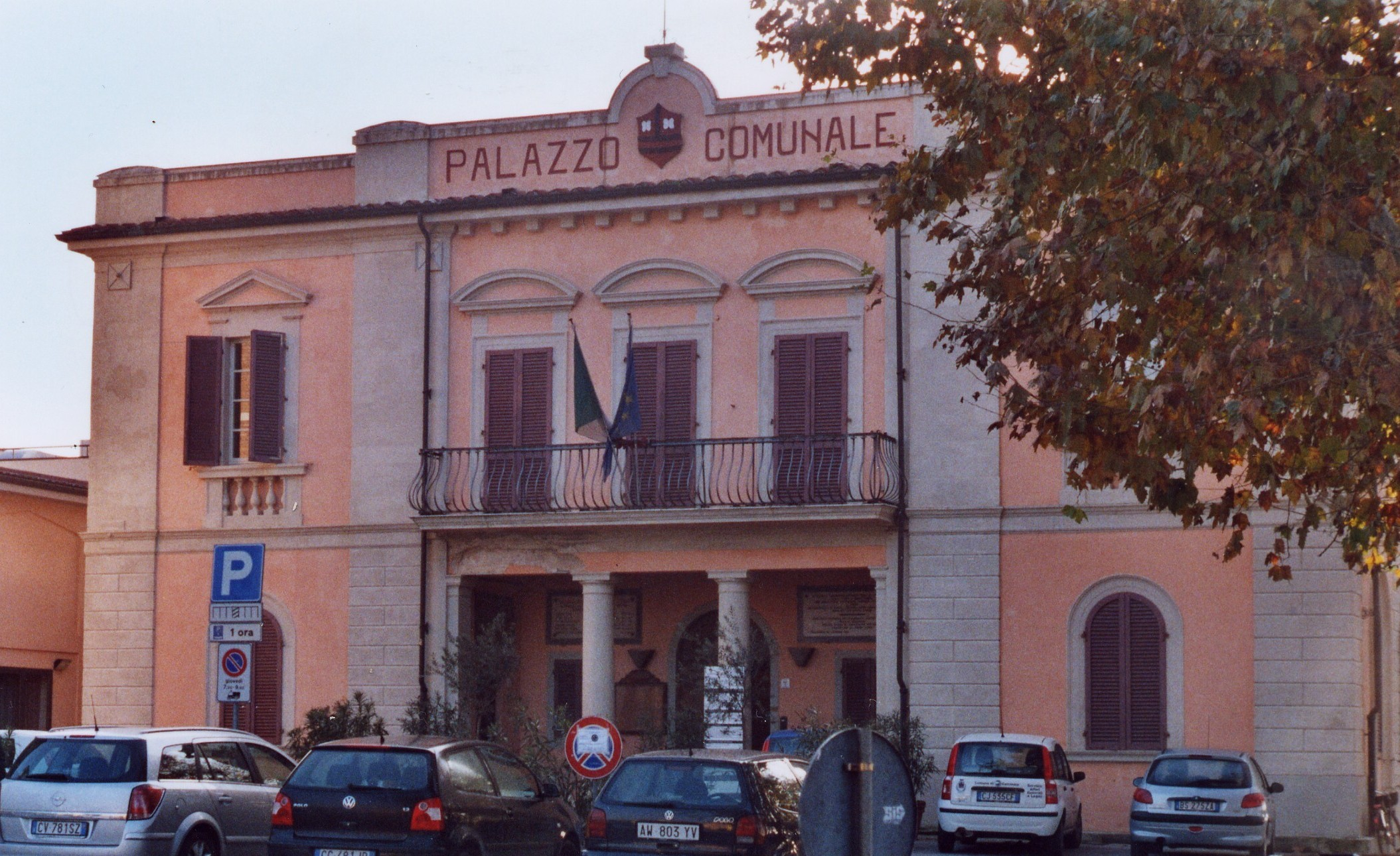
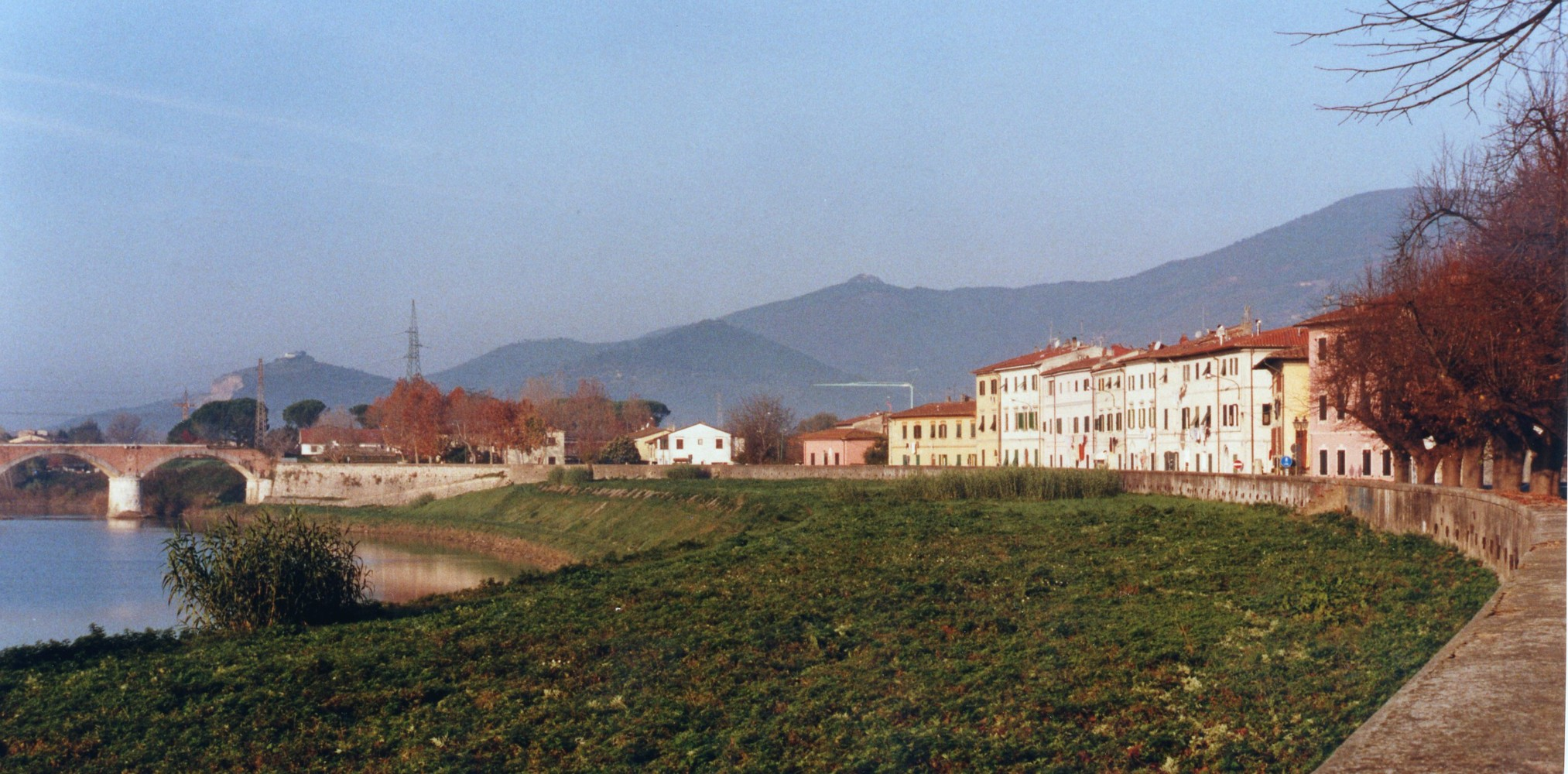
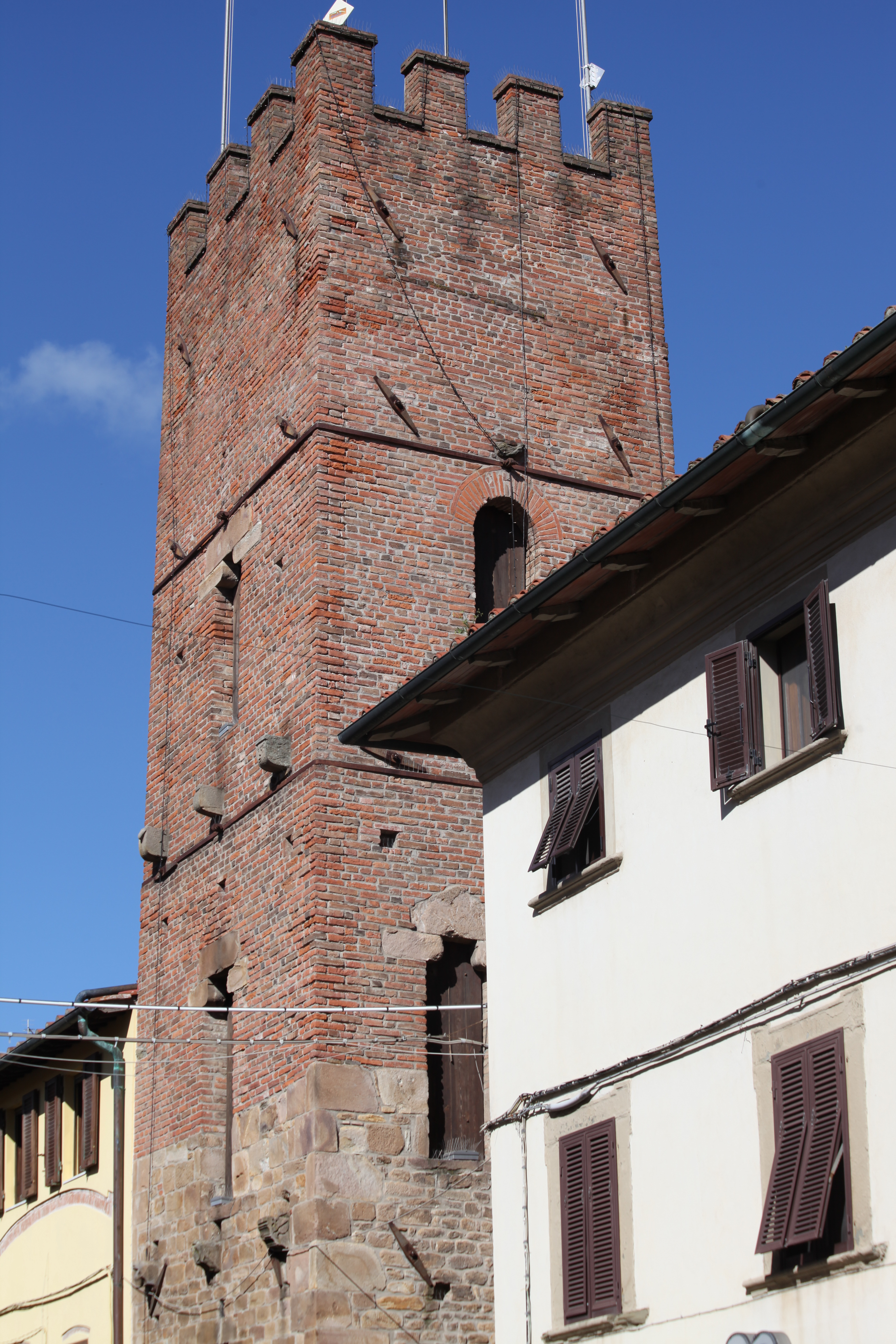
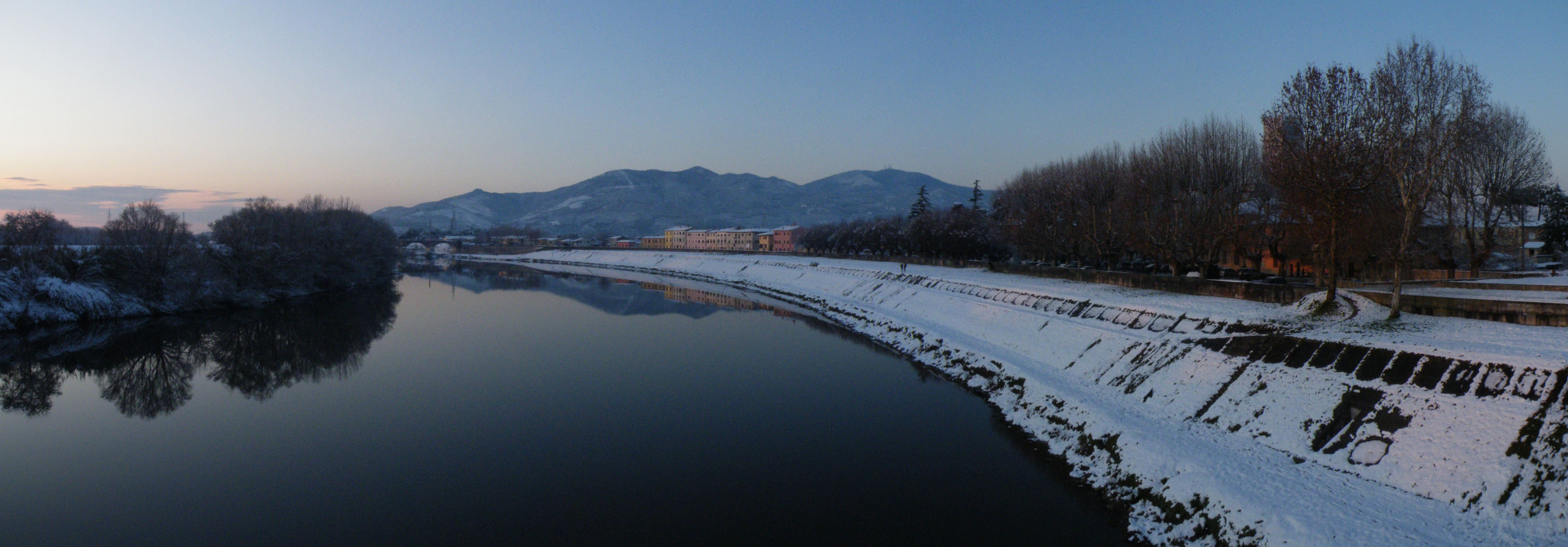
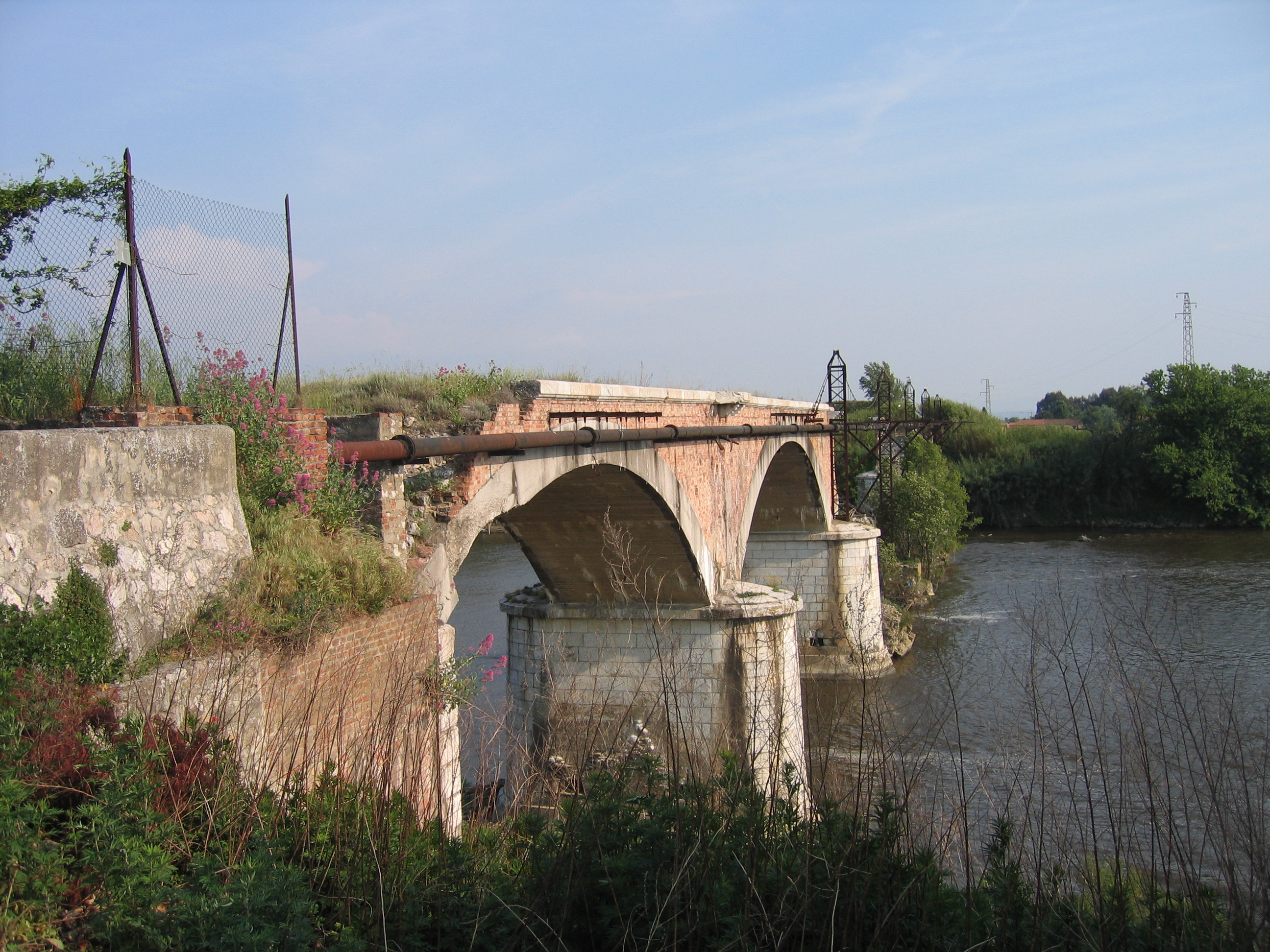